# Le Mans (roman)
Le Mans is de vijfde roman van Gerrit Brand. Het boek werd in 2021 uitgegeven door Uitgeverij Nobelman. De roman is, net als Tolvlucht, Een heel nieuw leven en De Amerikaan over het menselijk tekort, geïnspireerd op la condition humaine van Malraux. 

## Verhaal
Chris Jager, de hoofdredacteur van een automagazine, wordt verliefd op een 24-jarige stagiaire. Tot zijn grote verbazing blijken die gevoelens wederzijds te zijn, al weigert Carla haar vriend te verlaten. Hij neemt haar mee naar verscheidene persmomenten. Als Jager gevraagd wordt om tv-commentaar bij de 24 uur van Le Mans te verzorgen, gaat ze met hem mee als fotografe. Dit moment is een keerpunt in hun relatie.